# 平型关站
平型关站位于中华人民共和国山西省大同市灵丘縣白崖台乡白崖台村，是京原铁路的一个中间站，1973年開站，离北京站约288公里，离原平站約150公里，現为四等站，西侧为平型关隧道。本站及上下行区段属非電氣化區間，现由中国铁路太原局集团原平车务段管辖。
客運：仅辦理旅客乘降及包裹托運。
貨運：仅办理专用线、专用铁路货运作业。

## 外部連結
- 平型关站：小站盛名天下[永久]